# Francisco Luis Serra
Francisco Luis Serra (¿Barcelona?, c. 1680 - Zaragoza, 28 de diciembre de 1758) fue un músico español, maestro de capilla de la basílica del Pilar.

## Vida
De origen catalán, González Valle afirma que fue a estudiar a Nápoles con Francesco Durante. Ganó las oposiciones a maestro de capilla de Santa María del Mar de Barcelona en 1699, donde permaneció hasta 1715 según Cabré. Fue nombrado maestro de capilla de la catedral-basílica del Pilar de Zaragoza el 23 de marzo de 1715. Las actas catedralicias  dicen que procedía de «Santa María del Pino», lo que puede ser un error del copista o bien que ocupase la maestría de Santa María del Pino después de pasar por Santa María del Mar. Una actividad suya que se ha conservado es la firma del tratado Escuela de Música de Pablo Nasarre el 7 de mayo de 1723, obra que elogió con profusión.
En 1728 se presentó a las oposiciones para maestro de capilla del Colegio del Corpus Christi de Valencia, vacada tras la muerte del maestro Pedro Martínez de Orgambide. Se enfrentó a otros maestros de capilla de las catedrales de Murcia, Tortosa o Tudela, y de otras iglesias menores, como la colegiata de Rubielos o las parroquias de Onteniente y Castellón. Finalmente ganó el maestro de la catedral de Astorga, Francisco Hernández de Illana.
Es muy probable que su sobrino, Juan Ramón Oliac y Serra, estudiase con Serra en Zaragoza. El tío también apoyó a su sobrino en la consecución de la maestría de la catedral de Ávila con una carta de recomendación fechada el 17 de febrero de 1734. También fue maestro de Jaume Casellas, en Santa María del Mar, y de Juan de Sesé y Pedro Aranaz, en el Pilar.
Se sabe que solicitó al cabildo del Pilar de Zaragoza que admitiesen a su hermano, Francisco Serra, de contralto de la capilla, petición que fue admitida.

## Obra
De su producción religiosa se conservan motetes, antífonas, salmos, magnificats, salves, villancicos y otras obras; muchas de ellas son a varias voces y acompañamiento instrumental. Su producción de villancicos para la basílica del Pilar de Zaragoza comprende un período que comienza en 1716 y se alarga hasta el 1757; en la actualidad se conservan dos recopilaciones con lujosas encuadernaciones: un volumen con cinco Salve Regina y seis motetes sobre antífonas marianas, fechados en 1737, y el Liber canticum Magnificat ad octo tonos per Dominum L. Serra (1739), un Magnificat de ocho tonos para ocho voces en dos coros. También se conservan obras suyas en la abadía de Montserrat, en Ávila Cuenca, Jaca, en el colegio de Corpus Christi de Valencia y otros poblaciones; la catedral de Guatemala conserva copia de una misa suya de quinto tono.

### Obra no impresa
- Beatus vir, salmo
- Dixit Dominus, salmo
- Domine ad adjuvandum
- Goigs de Carles III, a 4 voces, composición con ocasión de la visita del príncipe Carlos de Austria a Barcelona
- Laetatus sum
- Misas
- Salve Regina
- Te Deum (entre 1699 y 1715)

### Obra impresa
- Luis Serra Villancicos que se cantaron en la solemne velación ...[de los Reyes] Felipe de Borbón, Quinto de Castilla...[y] Maria Luisa, Gabriela de Saboya...[en] Santa María de la Mar, día 13 de Noviembre de 1701 [Barcelona]: s.n., [1701]
- Luis Serra Villancicos que se han de cantar... [en la fiesta de] los Siete Convertidos Zaragoza: [diversos impresores]
  - 1717, 1719, 1726, 1748
  - Facsímil del volumen de 1748. Zaragoza: Europea de Ediciones Clásicas, 1990
- Luis Serra Villancicos que se han de cantar en los maytines de los Reyes Zaragoza: [diversos impresores]
  - Volúmenes correspondientes a 1718, 1719, 1720, 1721, 1722, 1724, 1731, 1732, 1733, 1734, 1737
  - Facsímil del volumen de 1718. Madrid: 3-B de Bibliofilia, 1997
  - Facsímil del volumen de 1732. Zaragoza: Aragonia Sacra, 1990